# ФК Гусиње
Фудбалски клуб Гусиње, црногорски је фудбалски клуб из Гусиња, који се такмичи у Трећој лиги Црне Горе — Сјевер. Једном је освојио Сјеверну регију у оквиру Треће лиге и два пута пута Сјеверну регију у оквиру Регионалне лиге Црне Горе, у четвртом степену такмичења у Југославији.
Утакмице као домаћин игра на градском стадиону у Гусињама, чији је капацитет 2.000 мјеста.

## Историја
Основан је 1933. године као Соколско друштво Гусиње, али није играо званичне утакмице. Године 1946. промијенио је име у ФК Партизан, али је наставио да игра само пријатељске и незваничне утакмице. Године 1969. клуб је по први пут регистрован и започео је такмичење у регионалној лиги Црне Горе у Сјеверној регији, у оквиру четвртог степена такмичења у СФР Југославији.
У сезони 1984/85. освојио је Сјеверну регију и по први пут у историји се пласирао у Републичку лигу Црне Горе. Сезону 1985/86. завршио је на последњем мјесту са 16 бодова и испао је из лиге. У сезони 1993/94. освојио је Сјеверну регију у оквиру четвртог степена такмичења по други пут и пласирао се у Републичку лигу, а 1996. промијенио је име у ФК Гусиње. Након распада Југославије, Републичка лига је постала једна од зона у оквиру Треће лиге СР Југославије, гдје је сезону 1999/00. завршио на шестом мјесту. На почетку сезоне 2004/05. лига је реорганизована; смањена је са 16 на 12 клубова и промијењен је назив у Друга лига Црне Горе. Сезону је завршио на другом мјесту и пласирао се у бараж за Прву лигу Црне Горе, гдје је у првој утакмици ремизирао кући 1 : 1 против Морнара. У реваншу у Бару Морнар је побиједио 1 : 0 и остао у Првој лиги.
Након осамостаљења Црне Горе на Референдуму 2006. године, такмичење је почео у Другој лиги, гдје је сезону 2006/07. завршио на шестом мјесту. Сезону 2007/08. завршио је на претпоследњем, 11 мјесту и испао је у Сјеверну регију у оквиру Треће лиге. У сезони 2008/09. освојио је Сјеверну регију и пласирао се у бараж за Другу лигу, гдје је у првој утакмици изгубио од ОФК Бара 3 : 0. У преосталим утакмицама побиједио је Зору кући и ремизирао са ОФК Баром кући и са Зором у гостима и пласирао се у Другу лигу са пет бодова, завршивши на другом мјесту, иза ОФК Бара. Сезону 2009/10. завршио је на последњем мјесту са пет побједа и испао је у Сјеверну регију.
Сезону 2020/21. завршио је на петом мјесту, након чега је сезону 2021/22. завршио на седмом мјесту, а током сезоне изгубио је у гостима од Ибра 10 : 0. Сезону 2022/23. завршио је на претпоследњем, осмом мјесту, са само три побједе.

## Стадион
Утакмице као домаћин игра на градском стадиону у Гусињама, чији је капацитет 2.000 мјеста. Отворен је 1996. године као дио комплекса спортског центра, након што се клуб пласирао у Републичку лигу Црне Горе.

## Резултати у такмичењима у Црној Гори
| Сезона   | Степен | Лига                | Бр.екипа  | Позиција   | Куп             |
| -------- | ------ | ------------------- | --------- | ---------- | --------------- |
| 2006/07. | 2      | Друга лига          | 12        | 6. мјесто  | Прво коло       |
| 2007/08. | 2      | Друга лига          | 12        | 11. мјесто | Прво коло       |
| 2008/09. | 3      | Трећа лига — Сјевер | 9         | 1 мјесто   | Није учествовао |
| 2009/10. | 2      | Друга лига          | 12        | 12. мјесто | Прво коло       |
| 2010/11. | 3      | Трећа лига — Сјевер | Непознато | 3. мјесто  | Није учествовао |
| 2011/12. | 3      | Трећа лига — Сјевер | Непознато | 4. мјесто  | Није учествовао |
| 2012/13. | 3      | Трећа лига — Сјевер | Непознато | 4. мјесто  | Није учествовао |
| 2013/14. | 3      | Трећа лига — Сјевер | Непознато | 9. мјесто  | Није учествовао |
| 2014/15. | 3      | Трећа лига — Сјевер | Непознато | 7. мјесто  | Није учествовао |
| 2015/16. | 3      | Трећа лига — Сјевер | 8         | 4. мјесто  | Није учествовао |
| 2016/17. | 3      | Трећа лига — Сјевер | 9         | 5. мјесто  | Није учествовао |
| 2017/18. | 3      | Трећа лига — Сјевер | 10        | 7. мјесто  | Није учествовао |
| 2018/19. | 3      | Трећа лига — Сјевер | 10        | 8. мјесто  | Није учествовао |
| 2019/20. | 3      | Трећа лига — Сјевер | 8         | 8. мјесто  | Није учествовао |
| 2020/21. | 3      | Трећа лига — Сјевер | 8         | 5. мјесто  | Није учествовао |
| 2021/22. | 3      | Трећа лига — Сјевер | 8         | 7. мјесто  | Није учествовао |
| 2022/23. | 3      | Трећа лига — Сјевер | 9         | 8. мјесто  | Није учествовао |
| 2023/24. | 3      | Трећа лига — Сјевер | 9         | 9. мјесто  | Није учествовао |
| 2024/25. | 3      | Трећа лига — Сјевер | 9         | 9. мјесто  | Није учествовао |

## Успјеси
| Такмичење                                       | Такмичење                         | Број                              | Година                            |                                   |                                   |
| Трећа лига Црне Горе — Сјевер — 1               | Трећа лига Црне Горе — Сјевер — 1 | Трећа лига Црне Горе — Сјевер — 1 | Трећа лига Црне Горе — Сјевер — 1 | Трећа лига Црне Горе — Сјевер — 1 | Трећа лига Црне Горе — Сјевер — 1 |
| ----------------------------------------------- | --------------------------------- | --------------------------------- | --------------------------------- | --------------------------------- | --------------------------------- |
| Трећа лига                                      | Првак                             | 1                                 | 2008/09                           |                                   |                                   |
| Куп регије Сјевер — 0                           |                                   |                                   |                                   |                                   |                                   |
| Регионални куп                                  | Побједник                         | 0                                 |                                   |                                   |                                   |
| Регионални куп                                  | Финалиста                         | 0                                 |                                   |                                   |                                   |
| Регионална лига Црне Горе — Сјеверна регија — 2 |                                   |                                   |                                   |                                   |                                   |
| Регионална лига Црне Горе                       | Побједник                         | 2                                 | 1984/85, 1993/94                  |                                   |                                   |